# Phiên tòa luận tội Donald Trump lần thứ hai
Donald Trump, tổng thống thứ 45 của Hoa Kỳ, bị Hạ viện luận tội lần thứ hai vào ngày 13 tháng 1 năm 2021. Hạ viện đã thông qua một điều khoản luận tội Trump: xúi giục nổi dậy. Ông là tổng thống Mỹ duy nhất bị luận tội hai lần. Trump đã bị luận tội sau khi ông cố gắng lật ngược kết quả bầu cử tổng thống năm 2020 (bao gồm cả tuyên bố sai sự thật về gian lận bầu cử và nỗ lực của ông để gây áp lực với các quan chức bầu cử ở Georgia) và kích động bạo loạn tại Điện Capitol ở Washington, D.C., trong khi Quốc hội được triệu tập để kiểm phiếu các phiếu đại cử tri để chính thức hóa chiến thắng của Joe Biden.
Nhiệm kỳ tổng thống của Trump kết thúc vào ngày 20 tháng 1 năm 2021 - sau khi ông bị luận tội nhưng trước khi bị xét xử. Đã có cuộc tranh luận về việc một tổng thống có thể bị luận tội và xét xử khi ông ấy không còn tại vị hay không. Mặc dù ông không thể bị cách chức - mục tiêu thông thường của việc luận tội - vẫn có khả năng hạn chế vĩnh viễn một cựu tổng thống bị kết án được giữ chức vụ nhà nước. Hiến pháp không nói rõ liệu một phiên tòa luận tội Thượng viện có thể được tổ chức đối với những người không còn giữ chức vụ công hay không, nhưng có một tiền lệ cho phép một phiên tòa luận tội: năm 1876, Bộ trưởng Chiến tranh William W. Belknap từ chức sau khi ông bị liên đới trong vụ bê bối vị trí Trader nhưng trước khi Trump bị luận tội; ông vẫn bị Hạ viện luận tội và Thượng viện xét xử (Belknap được tuyên trắng án, với đa số nhưng không đạt mức 2/3 số phiếu yêu cầu để kết tội).
Trump lần đầu tiên bị Hạ viện luận tội vào ngày 18 tháng 12 năm 2019 với cáo buộc lạm dụng quyền lực và cản trở Quốc hội liên quan đến vụ bê bối Trump-Ukraina; ông đã được Thượng viện Hoa Kỳ tuyên bố trắng án về cả hai tội danh vào ngày 5 tháng 2 năm 2020. Các cáo buộc cho rằng Trump bất hợp pháp tìm cách ép buộc Ukraine và các nước khác một cách bất hợp pháp cung cấp những câu chuyện gây tổn hại về đối thủ chính trị của Trump là Biden, khi đó là ứng cử viên tranh cử tổng thống của đảng Dân chủ, cũng như thông tin liên quan đến việc Nga can thiệp vào cuộc bầu cử năm 2016 của Mỹ. Trump đã không bị kết tội trong phiên tòa luận tội đầu tiên của Thượng viện. Phiên tòa luận tội lần thứ hai sẽ bắt đầu vào ngày 9 tháng 2 năm 2021.